# Steinhilben (Adelsgeschlecht)

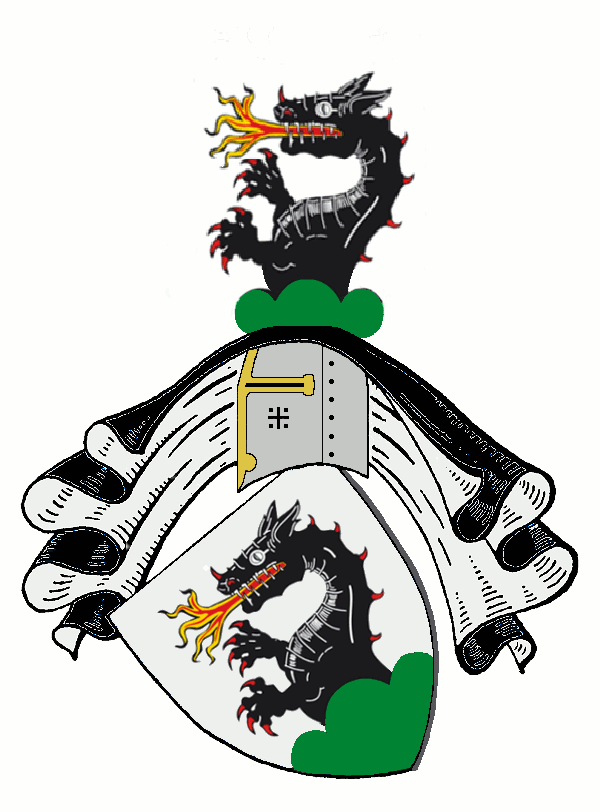
Stammwappen derer von Steinhilben: In silbernen Schild auf grünem Dreiberg ein wachsender feuerspeiender rot bewehrter schwarzer Drache Auf dem Helm eine schwarz-silberne Helmdecke. Als Helmzier ein Drache wie im Schild.

Die von Steinhilben (auch Hilber oder Steinhilber genannt) sind ein südwestdeutsches Uradelsgeschlecht. Sie sind ein Zweig der Märheld von Wurmlingen, der auf der Burg Steinhilben in Steinhilben, einem Stadtteil von Trochtelfingen im Landkreis Reutlingen in Baden-Württemberg, seinen Stammsitz hatte. Zweige der Familie existieren bis heute.
Historische Schreibweisen: St(e)(a)inhülwe(n), Huelwer, Hülber, Hilwer

## Geschichte
Die Herren von Steinhilben werden erstmals 1247 urkundlich erwähnt und gehörten als Zweig der Märheld von Wurmlingen als Ministeriale zum Umfeld der Grafen von Zollern, Hohenberg, Württemberg und Fürstenberg, der Pfalzgrafen von Tübingen und der Herzöge von Österreich.
Die Steinhilben waren in vielen Orten von Brackenheim bis Horb begütert.

## Zweige

### Die Hülwer von Schenkenzell
Nachdem das Geschlecht der Schenken von Zell ausgestorben war, setzten die Herren von Hohengeroldseck die Edlen von Huelwer als Burgvögte auf die Burg Schenkenzell. Heinrich Hülwer war ein Diener des Grafen Georg, Herr zu Veldenz und Geroldseck. Von diesem erhielt er im Jahre 1327 etliche Güter im oberen Kinzigtal zu einem rechten Mannlehen. Als im Jahre 1344 Walter von Geroldseck das Fischwasser im Reinerzauer Tal an das Kloster Alpirsbach verpfändete, war Heinrich Hülwer unter den Zeugen. Im Jahre 1346 nannte er sich Hülwer von Schenkenzell. Seine Tochter Hailwig war verheiratet mit Johann der Bürgentaler. Die Hülwer (Hüllwer, Hulwer, Huelwer) hatten in Schenkenzell viele eigene Güter. Im Jahre 1407 verkauften „Haintz Hüllwer von Schenkenzell“, seine Ehefrau Adelheid von Trochtelfingen und ihr Sohn Konrad Besitzungen an Äberly (Auberli) Friedrich von Wolfach um 117 italienische Gulden (Florin, Florentiner). Im Jahre 1400 war ein Berthold Hüllwer Besitzer des Hofes zu Wezenowe (Wetzenau) bei Wolfach, der nach ihm Hüllwershof genannt wurde, heute Straßburger Hof genannt wird.

### Die Hülwer von Dießen
Die Burgruine zu Dießen ist ab Mitte des 13. Jahrhunderts der einstige Sitz des Dießener Ortsadels. Später waren die Hülwer, die Herren von Ow und die Herren von Ehingen, sie bauten die Burg aus. Dann die Herren von Wernau und die Schenken von Stauffenberg die Burgherren.

### Patrizier und Ehrbare Geschlechter
Die Hülwer hatten als Patrizier vielfach öffentliche Funktionen in den Städten am Neckar und in der Schweiz, Niederösterreich und Tirol.

## Wappen
Das Wappen der Gemeinde Steinhilben weist denselben Drachen auf:
In silbernen Schild auf grünem Dreiberg ein wachsender feuerspeiender rot bewehrter schwarzer Drache
Auf dem Helm eine schwarz-silberne Helmdecke. Als Helmzier ein Drache wie im Schild.